# Bhūm
Bhūm är en ort i Indien.   Den ligger i distriktet Osmanabad och delstaten Maharashtra, i den centrala delen av landet, 1 100 km söder om huvudstaden New Delhi. Bhūm ligger 592 meter över havet och antalet invånare är 18 543.
Terrängen runt Bhūm är huvudsakligen platt, men åt nordost är den kuperad. Runt Bhūm är det ganska tätbefolkat, med 179 invånare per kvadratkilometer. Bhūm är det största samhället i trakten. Trakten runt Bhūm består till största delen av jordbruksmark.